# Guatteria saffordiana
Guatteria saffordiana este o specie de plante angiosperme din genul Guatteria, familia Annonaceae, descrisă de Henri François Pittier. Conform Catalogue of Life specia Guatteria saffordiana nu are subspecii cunoscute.